# سرگذشت ادی دوچین
سرگذشت ادی دوچین (به انگلیسی: Eddy Duchin Story) یک فیلم بیوگرافی محصول ۱۹۵۶ است. این اثر به کارگردانی جرج سیدنی و نویسندگی ساموئل ای تیلور، زندگینامه ادی دوچین رهبر گروه موسیقی و پیانیست است. هری استردلینگ نامزد جایزه اسکار برای فیلم‌برداری سینمااسکوپ شد و در مجموع، فیلم چهار بار نامزد دریافت اسکار شد و یکی از پرفروش‌ترین فیلمهای سال ۱۹۵۶ بود.